# Détachement Aoba
Le détachement Aoba (japonais : 青葉支隊) est une unité de l'armée impériale japonaise durant la Seconde Guerre mondiale. C'est le 4e régiment d'infanterie renforcé de la 2e division, une partie de la 17e armée.
Le commandant du détachement d'Aoba est le général de division Yumio Nasu, le commandant du groupe d'infanterie de la 2e division. Contrairement aux autres détachements qui portaient généralement le nom de leur commandant, le détachement Aoba est nommé d'après le mont Aoba à Sendai, ville natale du 4e régiment d'infanterie.

## Historique
Le détachement Aoba participe à l'invasion de Java puis, effectue des missions de contrôle dans la zone occidentale de l'île.
Le 18 mai 1942, le commandant de la 17e armée, le lieutenant-général Harukichi Hyakutake, reçoit l'ordre d'attaquer la Nouvelle-Calédonie, les Fidji, les Samoa et Port Moresby, afin de couper les communications entre l'Amérique et l'Australie. Le détachement Aoba doit débarquer à Port Moresby, en Nouvelle-Guinée, dès que la victoire de Midway - Aléoutiennes serait acquise. Le détachement quitte Batavia le 26 mai pour Davao le 5 juin, il est rattaché à la 17e armée le 5 juin 1942.
Pour le débarquement à Port Moresby, sa composition est la suivante :
- Quartier général du 2e groupe d'infanterie
- 4e régiment d'infanterie ;
- 2e régiment de reconnaissance, 4e compagnie (blindés légers) ;
- 2e régiment d'artillerie de campagne, 1er bataillon (motorisé) ;
- 2e régiment du génie, 1re compagnie plus section de matériel (motorisé, effectif partiel) ;
- Unité de transmissions de la 2e division (en partie) ;
- 2e régiment d'approvisionnement et de transport, 3e compagnie (motorisée, une section) ;
- Unité médicale de la 2e division (effectif partiel), 2e hôpital de campagne ;
- Unité de prévention des maladies et d'approvisionnement en eau de la 2e division (effectif partiel).

En apprenant le débarquement américain sur Guadalcanal, le 10 août 1942, le quartier général impérial ordonne au détachement Aoba en cours d'entraînement avec la 14e armée de rejoindre la 17e armée du général Hyakutake. Trois jours plus tard, l'ordre est donné de reprendre Guadalcanal et Tulagi, ainsi que de mener à bien l'opération de Port Moresby.
L'échelon avancé du détachement Aoba atteint Rabaul le 31 août et est considéré comme un renfort dans la bataille de la baie de Milne jusqu'à ce que l'amiral Gunichi Mikawa conclue que la situation était sans espoir et ordonne l'évacuation de la baie.
Le reste du détachement Aoba, initialement destiné à l'opération de Port Moresby, est détourné vers Guadalcanal. Le 4 septembre, les trois bataillons d'infanterie du détachement Aoba débarquent sur l'île. Dans la nuit du 13 septembre, un deuxième assaut est lancé contre Henderson Field, impliquant la force principale du détachement Kawaguchi et le reste du détachement Ichiki. Début octobre, la 2e division de l'armée japonaise commence à arriver à Guadalcanal et absorbe les restes du détachement Aoba.